# Matmata
Matmata (arabsky مطماطة Maṭmāṭah‎) je malé město na jihu Tuniska, asi 35 km od pobřeží Středozemního moře, 40 km od přístavního města Gabès a 90 km jihozápadně od ostrova Džerba. V roce 2004 zde žilo přes 2 100 převážně berbersky hovořících obyvatel. Místo je navštěvováno turisty.
Místo je známé pro zvláštní obydlí původních obyvatel. Obydlí byla budována několik metrů pod zemí, kde centrální dvůr spojoval několik uměle vyhloubených jeskyní. Část obyvatel stále v těchto prostorách žije. Místo je navštěvováno turisty většinou při cestě mezi ostrovem Džerbou solnou plání Šot Djerid (Chott el Djerid). O nejstarší historii místa nejsou žádné písemné prameny. Podle ústního podání místo vzniklo po některé z punských válek, kdy Římané poslali na západ dva egyptské kmeny s nařízením, aby povraždily všechno obyvatelstvo, na které narazí. Zdejší obyvatelstvo jim nebylo schopno vzdorovat a stáhlo se do pouště, kde si začalo budovat obydlí zapuštěné v terénu. Egypťany pak napadali jen v noci a zrodila se legenda o příšeře z hlubin země.

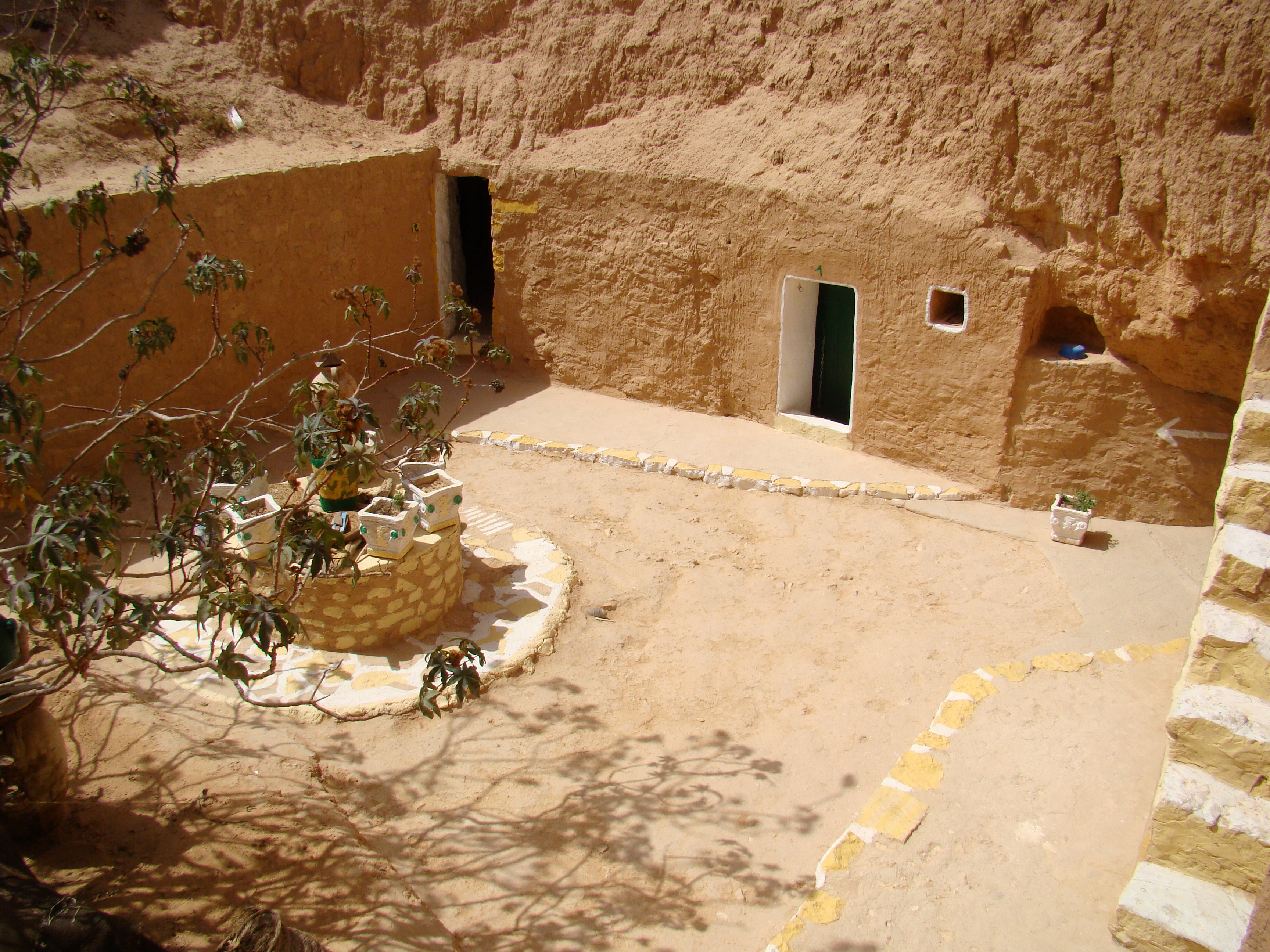
Podzemní obydlí původních obyvatel

V roce 1897 byla vesnice popsána v německém geografickém časopise Petermanns Geographische Mitteilungen. V roce 1959, krátce po vyhlášení nezávislosti Tuniska, začala výstavba nové Matmaty (Nouvelle Matmata) jako standardního města. Velká část obyvatel však svá původní obydlí neopustila. V roce 1967 území zasáhly 22 dnů trvající deště a mnoho podzemních obydlí bylo zničeno. Obyvatelé žádali o pomoc v přístavním městě Gabès a následně byly vybudovány další domy v nové Matmatě.
Obyvatelstvo se živilo především pěstováním oliv, kdy se muži každé jaro vydali na sever a nechali se najímat na práci. Po skončení sezóny se na podzim vraceli domů. V roce 1976 zde americký režisér George Lucas natáčel film Star Wars: Epizoda IV – Nová naděje.